# Panicum vollesenii
Panicum vollesenii är en gräsart som beskrevs av Stephen Andrew Renvoize. Panicum vollesenii ingår i släktet vipphirser, och familjen gräs. Inga underarter finns listade i Catalogue of Life.